# جون مورغان (سياسي أمريكي)
جون مورغان (بالإنجليزية: John Morgan)‏ هو محامي وسياسي أمريكي، ولد في 31 مارس 1956 في ليكسينغتون في الولايات المتحدة.